# Ilhéu de Santana
Ilhéu de Santana és una illa del golf de Guinea i una de les illes més petites de São Tomé i Príncipe. L'illot està situat just davant de la costa est de l'illa de São Tomé vora la vila de Santana al districte de Cantagalo. L'illot es troba deshabitat.